# Consulta Nacional sobre los Programas Prioritarios
La Consulta Nacional sobre los Programas Prioritarios fue un proceso de participación ciudadana.

## Antecedentes
Entre los temas a consultar están planteamientos de campaña como los apoyos a adultos mayores y discapacitados, además de megaproyectos de infraestructura que la próxima administración planea poner en marcha,
A diferencia de la consulta sobre el futuro del Nuevo Aeropuerto Internacional de la Ciudad de México López Obrador ha dicho que en este nuevo ejercicio defenderá de los proyectos, pues se trata de sus propias promesas de campaña.
Se instalaron mil 102 casillas a nivel nacional y que priorizará el ejercicio en los estados donde impactarán directamente los proyectos de infraestructura propuestos. La aplicación del ejercicio será similar a la de la consulta sobre el nuevo aeropuerto, con un costo de 1 millón 800 mil pesos aproximadamente, cuyos recursos, mencionó Jesús Ramírez, derivarán de donaciones voluntarias de los legisladores. Dijo que esperan una participación similar a la de la primera consulta, que fue poco más de un millón de personas.
Ramírez advirtió que podrían presentarse errores como en la primera consulta que aplicaron, específicamente como el voto doble por fallas en la conexión a internet, necesaria para la aplicación que se utilizará. “Pueden ocurrir (errores), y eso lo advertimos, porque incluso en la CDMX hay huecos y momentos en que se suspende la señal de celular”. Calderón Alzati informó por su parte que los resultados de la consulta podrían darse la mañana del lunes 26 una vez que contabilicen todos lo votos.
Enrique Calderón Alzati, presidente de la fundación Rosenblueth, y el vocero de López Obrador, Jesús Ramírez, informaron que se aplicarán 10 preguntas en torno al tren maya, el tren transístmico, construir una refinería en Dos Bocas, Tabasco, plantar árboles frutales y maderables en un millón de hectáreas, aumentar al doble a la pensión para los adultos mayores, otorgar becas y capacitación laboral a 2.6 millones de jóvenes.
También becar a todos los estudiantes de las escuelas públicas de nivel medio superior del país, pensionar a un millón de personas con alguna discapacidad, garantizar atención médica y medicinas a toda la población que no cuenta con servicios de salud y proveer cobertura gratuita e Internet en carreteras, plazas públicas, centros de salud y escuelas en todo el país.

## Preguntas
1. Construir el Tren Maya que conectará los estados de Chiapas, Tabasco, Campeche, Yucatán y Quintana Roo, lo que fomentará la economía y el turismo.
2. Conectar por medio de un tren los océanos Pacífico y Atlántico para desarrollar el Istmo de Tehuantepec, Oaxaca y reactivar la economía de la región.
3. Construir una refinería en Dos Bocas, Tabasco para producir gasolina con el petróleo extraído por PEMEX.
4. Plantar árboles frutales y maderables en un millón de hectáreas, creando 400 mil empleos permanentes.
5. Aumentar al doble la pensión a todos los adultos mayores de 68 años (desde 65 años en regiones indígenas).
6. Otorgar becas y capacitación laboral a 2.6 millones de jóvenes que hoy no tienen oportunidades de estudiar ni trabajar.
7. Becar a todos los estudiantes de las escuelas públicas del nivel medio superior del país.
8. Pensionar a un millón de personas que viven con alguna discapacidad.
9. Garantizar atención médica y medicinas a toda la población que no cuenta con servicios de salud.
10. Proveer cobertura gratuita de internet en carreteras, plazas públicas, centro de salud y escuelas en todo el país.